# Hidden Faces
 Hidden Faces  — третій альбом голландського гурту Clan of Xymox, випущений німецьким лейблом "Tess Records", у 1997-му році.
Цей альбом став першим за одинадцять років, виданий під назвою  Clan of Xymox .
Музика і слова написані Ронні Моорінгсом, крім пісні Hypocrite, лірику до якої написала Мойца.

## Композиції

### Видання 1997 року
1. Out Of The Rain 	(4:05)
2. This World 	(6:36)
3. Going Round '97 	(5:55)
4. The Child In Me 	(4:26)
5. Wailing Wall 	(2:11
6. It's All A Lie 	(4:18)
7. Sing A Song 	(4:38)
8. Hypocrite 	(4:43)
  - У європейському релізі, замість цієї пісні, присутній трек Troubled Soul
9. Special Friends 	(3:39)
10. Piano Piece 	(1:24)
11. Your Vice 	(4:35)
12. November 	(3:36)
13. The Story Ends 	(4:46)

### Видання 2006 року
1. Out Of The Rain 	(4:05)
2. This World 	(6:36)
3. Going Round '97 	(5:55)
4. The Child In Me 	(4:26)
5. Wailing Wall 	(2:11)
6. It's All A Lie 	(4:18)
7. Sing A Song 	(4:38)
8. Hypocrite 	(4:43)
9. Troubled Soul (4:31)
10. Special Friends (3:39)
11. Piano Piece (1:24)
12. Your Vice (4:35)
13. November (3:36)
14. The Story Ends (4:46)
15. Flatlands (3:42)
16. Not For The Money (4:08)